# 芒蒂伊
芒蒂伊（法語：Mantilly，法語發音：[mɑ̃tiji] ⓘ）是法国奥恩省的一个市镇，位于该省西南部，和芒什、马耶讷两省接壤，属于阿朗松区。

## 地理
芒蒂伊（48°31'15"N, 0°48'4"W）面积28.7 平方千米，位于法国诺曼底大区奧恩省，该省份为法国西北部内陆省份，北起顺时针与卡爾瓦多斯省、厄尔省、厄尔-卢瓦省、萨尔特省、马耶讷省和芒什省接壤。
与芒蒂伊接壤的市镇（或旧市镇、城区）包括：帕赛维拉日、圣西尔迪巴约勒、代塞尔蒂讷、圣马尔代格雷讷、勒泰约勒。

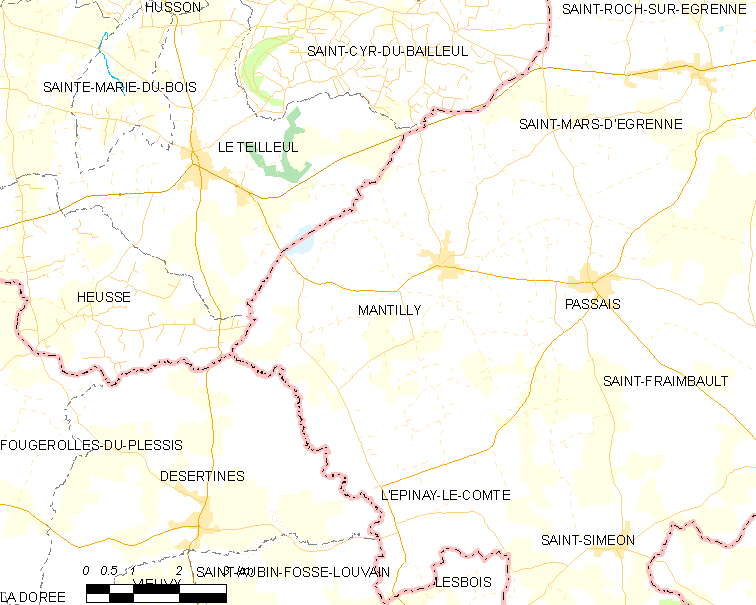
芒蒂伊的OSM定位图

芒蒂伊的时区为UTC+01:00、UTC+02:00（夏令时）。

## 行政
芒蒂伊的邮政编码为61350，INSEE市镇编码为61248。

## 政治
芒蒂伊所属的省级选区为奥恩诺曼底地区巴尼奥勒县。

## 人口

1962-2008年间芒蒂伊人口变化图示

芒蒂伊于2022年1月1日时的人口数量为511人。

## 交通
奥恩省省道D24线、D832线和D833线在镇中心交汇，省道D23线和D834线经过境内西部。